# Cercidas
Cercidas (Κερκιδᾰς) was een oud-Grieks cynisch filosoof, dichter en politicus in zijn thuisstad Megalopolis. Hij leefde tijdens de 3e eeuw v.Chr.
Cercidas was een grote bewonderaar van de cynische filosoof Diogenes van Sinope, wiens dood hij volgens Diogenes Laertius neerschreef in enkele versregels. Cercidas wordt eveneens vernoemd en geciteerd door Athenaeus, Stobaeus en Aelianus. Athenaeus verwijst naar hem als een bron voor de cultus van de godin Aphrodite Kallipygos. Bij zijn dood zou hij volgens getuigenissen verzocht hebben om de eerste twee boeken van de Ilias samen met hem te begraven . Aelianus meldt bovendien dat Cercidas bij zijn dood de hoop uitsprak om bij Pythagoras van de filosofen, Hecataeus van de historici, Olympus van de musici en Homeros van de dichters, te zijn. Hieruit blijkt impliciet Cercidas' hoogachting voor de vier genoemde disciplines.
In 1906 werd een papyrusrol ontdekt in het Egyptische Oxyrhynchus met de titel "De Meliambische gedichten van Cercidas de Cynicus". De gedichten behandelen veel moralistische onderwerpen, zoals de ongelijke verdeling van rijkdom en de ongelukkige gevolgen van de luxueuze levensstijl
Cercidas leidde het infanteriecontingent van zijn stad tijdens de Slag bij Sellasia in 222 v.Chr.. Hij was mogelijk een afstammeling van Cercidas de Arcadiër, die door Demosthenes genoemd wordt als een van de Grieken die, door hun lafheid en corruptheid, de Griekse staten onder het juk van Philippus II van Macedonië hebben gejaagd.